# Michelle Freeman
Michelle Freeman (* 5. Mai 1969 in Saint Catherine Parish) ist eine ehemalige jamaikanische Leichtathletin, die hauptsächlich im 100-Meter-Hürdenlauf in Erscheinung trat.
Sie gewann insgesamt fünfmal bei Jamaikanische Meisterschaften im 100-Meter-Hürdenlauf (1991–1994 und 1997). Zu ihren größten internationalen Erfolgen in dieser Disziplin zählen die Bronzemedaille bei den Weltmeisterschaften 2007 und der Sieg bei den Commonwealth Games 2004.
Auch im 60-Meter-Hürdenlauf war sie erfolgreich und gewann bei Hallenweltmeisterschaften je einmal die Gold- und Silbermedaille. Mit ihrer persönlichen Bestzeit von 7,74 s ist sie bis heute die fünftschnellste Frau auf dieser Strecke (Stand: Mai 2009).
Außerdem war sie Mitglied der jamaikanischen 4-mal-100-Meter-Staffel. Bei den Weltmeisterschaften 1993 in Stuttgart belegte sie mit der Staffel den dritten Rang. 1996 gewann sie bei den Olympischen Spielen 1996 in Atlanta gemeinsam mit Juliet Cuthbert, Nikole Mitchell und Merlene Ottey ebenfalls die Bronzemedaille.
Michelle Freeman ist 1,70 m groß und wog zu ihrer aktiven Zeit 63 kg. 1997 wurde sie zu Jamaikas Sportlerin des Jahres gewählt.

## Bestleistungen
- 100 m: 11,32 s, 29. Mai 1993, San José
- 100 m Hürden: 12,52 s, 10. August 1997, Athen
- 60 m (Halle): 7,12 s, 23. Januar 1998, Chemnitz
- 60 m Hürden (Halle): 7,74 s, 3. Februar 1998, Madrid